# Gare de Shimizu (Shizuoka)
La gare de Shimizu (清水駅, Shimizu-eki) est une gare ferroviaire de la ville de Shizuoka au Japon. Elle est située dans l'arrondissement de Shimizu. La gare est exploitée par la JR Central.

## Situation ferroviaire
La gare de Shimizu est située au point kilométrique (PK) 169,0  de la ligne principale Tōkaidō.

## Histoire
La gare a été inaugurée le 1er février 1889 sous le nom de gare d'Ejiri. Elle prend son nom actuel en 1934.

## Service des voyageurs

### Accueil
La gare dispose d'un bâtiment voyageurs, avec guichets, ouvert tous les jours.

### Desserte
- Ligne principale Tōkaidō :
  - voie 1 : direction Fuji, Numazu et Atami
  - voie 2 : direction Shizuoka et Hamamatsu